# サイケデリック・ロック
サイケデリック・ロック（英: Psychedelic rock）は、1960年代後半に発生し流行したロック音楽の派生ジャンル。主に、LSDなどのドラッグによる幻覚を、ロックとして再現した音楽のことを指す。ただし「サイケデリック・ロック」という用語が頻繁に使用されるようになったのは後年のことであり、それまでは「サイケデリック・サウンド」「サイケデリック・ムーブメント」という表現が一般的であった。

## 概要
最初にレコードとして登場したのは1966年とされる。アメリカ合衆国西海岸に始まったサイケデリック・ムーブメントは、1967年に世界中を席巻した。1966年から1967年初めにかけて発売されたサイケデリック・ミュージックないしサイケデリック・ロックのレコードの一覧は以下のとおり。
1966年
- 1月 - 13thフロア・エレベーターズのデビューシングル「You're Gonna Miss Me」が発売[1]。
- 2月25日 - ヤードバーズのシングル「シェイプス・オブ・シングス」が発売[2]。
- 3月14日 - バーズのシングル「霧の8マイル」が発売[3]。
- 5月 - 上記の「You're Gonna Miss Me」が再発される。全米55位を記録。
- 7月1日 - ドノヴァンのシングル「Sunshine Superman」が米国で発売[4]。
- 8月5日 - ビートルズのアルバム『リボルバー』が発売。同アルバムはLSDの強い影響化のもと制作された[5]。
- 10月 - ヤードバーズのシングル「幻の10年」が発売[6]。
- 11月 - エレクトリック・プルーンズのシングル「今夜は眠れない」が発売[7]。

1967年
- 1月4日 - ドアーズのデビュー・アルバム『ハートに火をつけて』が発売[8]。
- 2月1日 - ジェファーソン・エアプレインのアルバム『シュールリアリスティック・ピロー』が発売。収録曲「ホワイト・ラビット」はサイケデリック・ロックの典型例の一つとして知られる。
- 2月13日 - ビートルズのシングル「ストロベリー・フィールズ・フォーエバー」が米国で発売（本国のイギリスでは2月17日に発売）。
- 3月10日 - ピンク・フロイドのデビューシングル「アーノルド・レーン」が発売[9]。
- 3月 - ザ・ジミ・ヘンドリックス・エクスペリエンスのシングル「紫のけむり」が発売。
- 4月 - ストロベリー・アラーム・クロックのシングル「インセンス・アンド・ペパーミント」が発売[10]。

多くのアーティストたちがこのジャンルの楽曲を作った。グレイトフル・デッド、ジェファーソン・エアプレイン、クイックシルヴァー・メッセンジャー・サーヴィス 。などが有名である。また英国ではプログレッシブ・ロックの代表的なバンドとしてUFOクラブなどでライブ活動したピンク・フロイドも、シド・バレットが在籍していた初期はアンダーグラウンドのサイケデリック・ロック・バンドだった。前述の「ホワイト・ラビット」は、ロック評論家からはサイケ・ロックの典型と見做された。録音エンジニアとプロデューサーを務めるデヴィッド・ハッシンジャー(David Hassinger)は、ジェファーソン・エアプレインのセカンド・アルバム『シュールリアリスティック・ピロー』や、1967年に担当したエレクトリック・プルーンズ (The Electric Prunes)の初期2枚のアルバムの収録時に目新しい機材である電子エコー、ジェットマシーン・エフェクター等を持ち込み、実験音楽手法からアレンジを行っている。既に人気ロック・バンドの地位を確立していたビートルズも、『リボルバー』、『サージェント・ペパーズ・ロンリー・ハーツ・クラブ・バンド』、『マジカル・ミステリー・ツアー』、『イエロー・サブマリン』でこのジャンルを代表する作品を作り、またローリング・ストーンズも『サタニック・マジェスティーズ』で同様の仕事をした。
現代美術の世界では、フルクサスやアンディ・ウォーホルらによって、極彩色模様のスライド映写やライト・ショーなどがすでに行われ、サイケデリック・ロックのアーティストたちはこれを応用して取り入れている。ヒッピー文化からのサイケ・ファッション、作家ケン・キージーの「アシッド・テスト」などとの相互影響も大きかった。
ビートルズの「トゥモロー・ネバー・ノウズ」などの楽曲は、テープレコーダーのマルチチャンネル化によりはじめて可能となった音楽である。電気楽器を主とした実験音楽と共鳴し、現代音楽、前衛音楽を巻き込み、大衆のポップミュージックに於いても大きな影響を与えた。
1956年からインドの古典音楽を西洋にもたらす活動を始めたシタールの名手ラヴィ・シャンカルはジャズミュージシャン等にインスピレーションを与え、1960年代半ばには若いロックミュージシャンの世代にも影響が及んだ。ビートルズによる1965年『ラバー・ソウル』の「ノルウェーの森」からシタールが広く知られるようになり、そのほかの民族楽器も用いられるようになった。
ステージではジャズのフリー・インプロヴィゼーション（即興演奏）に影響され、ブルース楽曲などを長々と演奏することが多かった。これはバーズやジェファーソン・エアプレインなどがフォークロック・バンドで、そのメンバー達はフォーク・リヴァイヴァルに由来があり、歌詞に反戦運動など政治的メッセージが含まれることもあった。ステージ演奏で生まれた幻想的なアレンジをスタジオ録音で再現する試みの大半は失敗に終わったが、この錯誤は録音技術への挑戦とエフェクターの進化発展に大きく貢献した。おもに編曲（楽曲アレンジ）で斬新なアイデアを曲に取り入れたサイケデリック・ロックは、ハードロックとプログレッシブ・ロックのルーツの一つになった。
同時代東洋思想に共鳴した現代詩人アレン・ギンズバーグら文学者の音楽活動、ボブ・ディランの詩、ビートルズが一時信奉した東洋思想や文学の影響を受けた、サイケデリック・ロックやアシッド・フォーク・ミュージシャンも現れた。
1980年代初期にはニュー・ウェイヴからネオ・サイケデリック (Neo-Psychedelic)と呼ばれるバンド群が現れる。ドラッグの追体験ではなく、かつてのサイケデリック・ロックに影響され、このアレンジ表現をおもに幻想的な楽曲に取り入れた。ネオ・サイケにはザ・キュアー、エコー&ザ・バニーメン、ドリーム・シンジケート、レイン・パレードの他に、初期U2も含まれることがある。これ以降ファズ・ギターで演奏するもの、幽玄なアレンジで瞑想音楽的なものにたいして「サイケデリック・ロック」や「サイケデリック・ミュージック」といった呼称を用いる傾向が出てきた。
以降、ロックでのヘンドリックスのリードに続いて、サイケデリアはアフリカ系アメリカ人ミュージシャン、特にモータウン・レーベルのスターに影響を与え始めた。このサイケデリック・ソウルは公民権運動の影響を受けており、多くのサイケデリック・ロックよりも暗くて政治的な優位性を与えているが、ジェームス・ブラウンのファンク・サウンドに基づいて、1968年ごろからスライ&ザ・ファミリー・ストーンやテンプテーションズによって開拓された。彼らに続いてこのジャンルに参入したミュージシャンにはエドウィン・スターやアンディスピューテッド・トゥルースらがいる 。ジョージ・クリントンによるファンカデリックとパーラメントらのアンサンブルは、1970年代後半には多くのファンク・バンドに影響を与えた。以降米国では40曲以上のシングルが発表（この内トップ10のヒットが3曲）され、アルバムでは3作がプラチナ・アルバムを記録した。サイケデリックロックは1960年代の終わりには流行に陰りが見え始めるがサイケデリックソウルは1970年代まで続き、1970年代初期に人気がピークに達し、1970年代後半にテイストが変化し始めて消滅した 。サイケデリックなソウル・アーティストのテンプテーションズ、スライ&ザ・ファミリー・ストーンはファンクサウンドの曲を発表したが、1970年代後半にはファンクは失速気味になり、最終的にディスコサウンドに取ってかわられてしまった。
サイケデリアを受け入れていた英国のミュージシャンやバンドの多くは、ピンク・フロイド、ソフト・マシーン、イエスのメンバーなど、1970年代にプログレッシブ・ロックを生み出す。キング・クリムゾンのアルバム『クリムゾン・キングの宮殿』（1969年）は、サイケデリアとプログレッシブ・ロックの重要なリンクと見なされている。ホークウインドなどのバンドは1970年代までにサイケデリックでスペーシーな世界を維持していたが、後にサイケデリックな要素を失っていった。またソフト・マシーンやニュークリアスのようなバンドはロックにジャズを組み込み、コロシアムとともにジャズ・ロックの発展に貢献した。彼らがサイケデリックのルーツから離れたのと同様に、電子音楽実験に重点を置いたドイツのバンドのクラフトワーク、タンジェリン・ドリーム 、カン、ファウストらの独特のプログレ音楽はエレクトロニック・ロックとして知られ、英国のマスコミからはクラウトロックなどと呼ばれた。1970年からポポル・ヴーによって開拓された電子シンセサイザーの採用は、ブライアン・イーノのような人物の作品とともに、その後の電子ロックに大きな影響を与えた。 
歪んだギターサウンド、長尺のソロを備えたサイケデリック・ロックとブルース・ロックの融合はハードロックの誕生のもとになったと見なされた。初期の大音量で反復的なサイケデリック・ロックを登場させたアメリカのバンドには、アンボイ・デュークスやステッペンウルフらが含まれていた。英国では、ヤードバーズの元ギタリストであるジェフ・ベックとジミー・ペイジはそれぞれ、ジェフ・ベック・グループとレッド・ツェッペリンを結成した。ジェフ・ベックはベック・ボガート&アピスの方が、よりハードなアルバムを発表した。ハードロックの初期のバンドは、ブラック・サバス、ディープ・パープル、フリー、ユーライア・ヒープなどで、当初はサイケデリック・ロックの影響を受けたバンドとしてスタートした 。マーク・ボランは、サイケデリック・フォークデュオ、ティラノザウルス・レックスをT・レックスと改名してグラムロックのスターになった。1971年から、デヴィッド・ボウイは初期のサイケデリックな仕事から、ジギー・スターダストやペルソナを開発し、プロのメイクアップ、マイム、パフォーマンスの要素を彼の音楽に取り入れた 。
1970年代末のポストパンク時代に登場したネオ・サイケデリアに手を出したバンドもあったが、主にオルタナティヴ・ロックやインディー・ロックバンドに影響を与えるネオサイケは1960年代のサイケデリック・ロックのアプローチを取り入れていた。1980年代初頭の米国では、ロサンゼルスに拠点を置くペイズリー・アンダーグラウンド運動に参加したドリーム・シンジケート、レインパレードなどが活動していた 。1980年代後半に始まったジャム・バンドの動きは、グレイトフル・デッドの即興演奏とサイケデリックな音楽スタイルの影響を受けていた   。バーモントのバンド、 フィッシュは1990年代にかなりの熱心なファンを作り、1995年のジェリー・ガルシアの死後、グレイトフル・デッドの「後継者」と評された 。
1990年代に登場したストーナーロックは、サイケデリック・ロックとドゥームメタルの要素を組み合わせたが、エレクトリック・ベースや、エフェクターをかけたエレクトリック・ギターを特徴とし、くぐもったボーカル、ローファイなプロダクションはカリフォルニアのバンドであるカイアスやスリープ によって開拓された。
サイケデリックな音楽に焦点を当てた現代のフェスティバルには、2008年に設立されたテキサス州のオースティン・サイク・フェストとリバプール・サイク・フェストがある。

## 主なアーティスト

### 1960年代及び1970年代
- 13thフロア・エレベーターズ [44][45]
- アーサー・リー[46]
- アイアン・バタフライ[47]
- デヴィッド・アレン
- アンボイ・デュークス [48]
- アシッド・マザーズ・テンプル/日本
- アモン・デュール
- アモン・デュールII
- アジテーション・フリー
- アシュ・ラ・テンペル
- アソシエイション
- インクレディブル・ストリングス・バンド
- イッツ・ア・ビューティフル・デイ [49]
- ヴァニラ・ファッジ[50][51]
- ヴェルヴェット・アンダーグラウンド
- ウィザード
- The West Coast Pop Art Experimental Band[52]
- キース・ウエスト [53]
- ブライアン・ウィルソン [54]
- H. P. ラブクラフト
- エイプリル・フール (日本)
- エリック・バードン&ジ・アニマルズ[※ 5]
- エレクトリック・プルーンズ [55]
- MC5
- カン
- カウント・ファイブ [56]
- カントリー・ジョー・アンド・ザ・フィッシュ [57]
- キャプテン・ビーフハート・アンド・ヒズ・マジック・バンド
- クイックシルヴァー・メッセンジャー・サーヴィス [58] [59] [60][63][59] [60][63] [59] [60]
- クリーム [61] [62][52] [62][52] [62]
- クレイジー・ワールド・オブ・アーサー・ブラウン[63]
- グレイトフル・デッド [64] [65] [66] [59] [67] [68] [69] [70]
- グレイト・ソサエティ (The Great Society) [58] [71]
- グレイス・スリック[72]
- クラトゥ
- グル・グル（ドイツ）
- ゲイル・ガーネット [※ 6]
- ゴールデン・イヤリング（オランダ）
- コーマス [73]
- ゴング（フランス）
- サヴェージ・レザレクション [74]
- フランク・ザッパ[※ 7][75]
- サンズ・オブ・チャンプリン [76]
- サンタナ [67] [77] [78]
- ザ・シーズ[79]
- ジーン・クラーク[80]
- ジェファーソン・エアプレイン[81][58][67]
- シド・バレット[54] [82][82] [82][78] [82]
- ジャニス・ジョプリン [83] [84] [85]
- ジェリー・ガルシア [86]
- ジミ・ヘンドリックス [87] [88] [89][62][90][50]
- ジャックス（日本）
- ショッキング・ブルー（オランダ）
- シルヴァー・アップルズ [91]
- ザ・シャーラタンズ (USA) [58] [92]
- シュガーローフ [93]
- ステッペンウルフ
- スモール・フェイセス
- スピリット [94] [95]
- スカイ・サクソン
- スキップ・スペンス [54]
- スティームハマー（イギリス）
- スライ&ザ・ファミリー・ストーン
- ストロベリー・アラーム・クロック [96][102] [46]
- スイートウォーター
- スティーヴ・ミラー・バンド[58]
- ソフト・マシーン[※ 8][97]
- ソッピーズ・キャメル [98]
- ゾンビーズ
- ダービー・スリック [99]
- タンジェリン・ドリーム [※ 9]
- チョコレート・ウォッチバンド [100]
- T・レックス（マーク・ボラン）
- ディープ・パープル[※ 10] [101]
- デヴィアンツ [30]
- ドアーズ[102][103][65]
- ドノヴァン
- トミー・ジェイムス&ザ・ションデルズ　トミー・ジェームズ
- トラフィック
- ザ・ナイス
- ニルヴァーナ (イギリスのバンド)
- バーズ[※ 11][104][105]
- ハンガー[106]
- ハットフィールド・アンド・ザ・ノース
- ハッピー・マンデーズ
- ザ・ハプニングス・フォー（日本）
- ピンク・フェアリーズ [107]
- ザ・ビーチ・ボーイズ[※ 12]
- ビッグ・ブラザー・アンド・ザ・ホールディング・カンパニー [108] [58] [109]
- ビートルズ [110][123][109] [111][※ 13]
- ピンク・フロイド[※ 14][112] [113]
- ビージーズ [※ 15]
- ファンカデリック
- ザ・フー[※ 16]
- ブルース・マグース[91][114]
- ブルー・チアー[115]
- ファッグス
- ファミリー
- フラタニティ・オブ・マン
- ブルー・オイスター・カルト
- ザ・フレーミング・リップス
- プロコル・ハルム[50][93][89]
- プリティ・シングス [116]
- フリジド・ピンク [117]
- フィフティ・フィート・ホース
- ホークウインド [118] [119]
- ホリーズ
- ポール・カントナー
- ボンゾ・ドッグ・ドゥー・ダー・バンド
- マイ・モーニング・ジャケット
- マイティ・ベイビー
- ザ・マザーズ・オブ・インヴェンション[※ 17][75]
- マンフレッド・マン
- ムーディー・ブルース
- ザ・ムーブ
- ムタンチス（ブラジル）
- ザ・モップス（日本）
- モビー・グレープ [120]
- ヤホワ13 [121]
- ヤードバーズ[122][123]
- ラヴ　[124][125]
- ラリー・コリエル [126]
- ラヴ・スカルプチャー [127]
- レッド・クレイオラ
- 裸のラリーズ [128]
- ローリング・ストーンズ[※ 18][129]
- ロバート・ワイアット [130]
- ロジャー・マッギン [131]
- Lothar and the Hand People
- ロッキー・エリクソン[54][132]

### 1980年代以降
- ザ・キュアー[※ 19]
- エコー&ザ・バニーメン
- XTC[※ 20]
- プリンス[133]
- レニー・クラヴィッツ
- YEN TOWN BAND[※ 21]（日本）
- マジー・スター[※ 22]
- ドリーム・シンジケート
- レイン・パレード
- ブラック・レベル・モーターサイクル・クラブ [134]
- マック・デマルコ（カナダ）
- DMBQ [135]
- エレクトリック・ウィザード
- エンドレス・ブギ [136]
- Features[137]
- ザ・フレーミング・リップス
- キング・ギザード&ザ・リザード・ウィザード
- ラスク [138]
- ミート・パペッツ [139]
- フィッシュ [140]
- ア・プレイス・トゥ・ベリー・ストレンジャー
- サイキックTV
- シークレット・マシーンズ [141]
- タイ・セガール
- シェイメン[※ 23]
- スワーヴドライヴァー
- ウルフマザー
- イェーセイヤー
- ゾーイ (バンド)（英語版） [142]Zoé[143]
- 割礼
- dip
- 人間椅子 (バンド)
- ゆらゆら帝国
- サイキックTV
- ROVO
- 石川浩司[※ 24]